# 합천 해인사 동종
합천 해인사 동종(陜川 海印寺 銅鍾)은 경상남도 합천군 가야면, 해인사에 있는 조선시대의 동종이다. 1997년 6월 12일 대한민국의 보물 제1253호로 지정되었다.

## 개요
해인사의 대적광전 안에 있는 높이 85cm, 입지름 58cm, 두께 6cm의 종이다.
꼭대기에는 사실적이고 생동감 넘치는 두 마리의 용이 종을 매다는 고리인 용뉴 역할을 하고 있고, 어깨 부분에는 연꽃을 새겼다. 밑으로는 돌출된 9개의 유두가 사각형 모양의 유곽 안에 있으며, 유곽 사이사이에는 보살상이 있다. 종 중앙에는 3줄의 굵은 가로줄을 돌리고 그 위쪽에는 꽃무늬를, 아래로는 용무늬를 새겨 종 전체가 무늬로 가득 차 매우 화사한 느낌을 주고 있다. 아랫부분에는 다시 2줄의 가로줄을 돌리고, 위쪽에는 일정한 간격을 두고 8괘를, 아래쪽에는 아무런 무늬를 새기지 않았다.
유곽 아래에는 조선 성종 22년(1491년)에 만들었다는 글이 있다. 이 종은 시대적 변천과정 연구에 중요한 자료가 되고 있으며, 불교 공예품으로도 가치가 있는 작품이다.

## 같이 보기
- 해인사

## 참고 자료
- 합천 해인사 동종 - 국가유산청 국가유산포털